# Bethesda (Metro de Washington)
Bethesda es una estación subterránea en la línea Roja del Metro de Washington, administrada por la Autoridad de Tránsito del Área Metropolitana de Washington. La estación se encuentra localizada en 7450 Wisconsin Avenue en Bethesda, Maryland. La estación Bethesda fue inaugurada el 25 de agosto de 1984. 

## Descripción
La estación Bethesda cuenta con 1 plataforma central. La estación también cuenta con 48 espacios para bicicletas y con 44 casilleros.

## Conexiones
La estación cuenta con las siguientes conexiones de autobuses: 
- Rutas del MetroBus